# スタジオライン
有限会社スタジオライン（Studio Line）は、かつて存在したアニメーション制作のうち、作画作業の請負および各種ゲームの企画・制作を主な事業内容としていた日本の企業。

## 概要・沿革
元アニメーターの横田守が1990年に設立。アニメーション作画スタジオとして発足した後、1997年には有限会社化を果たした。同社は主にビィートレイン、ゴンゾ、サンライズなどからの作画下請けや各種ゲームの企画・制作を中心に活動しており、それ以外は関連書籍の出版が主であった。
アダルトゲームに関してはテリオス（Terios）、カリギュラ（CALIGULA）、ガッシュ（Gash）といった独自ブランドを展開しており、コミックマーケット企業ブースへの参加も3ブランド合同で行っていた。
しかし、2010年以降は実質的に休止状態となる。2013年に入ると公式サイトも閉鎖され、同年4月10日には代表取締役社長の横田共々破産手続に入ったことが報じられた。

## 主な作品

### テレビアニメ
- D・N・A² 〜何処かで失くしたあいつのアイツ〜（作画協力）
- 勇者王ガオガイガー（動画）
- 南海奇皇（動画）
- ポケットモンスター（動画）
- ガサラキ（動画）
- スクライド（動画）
- テニスの王子様（動画）
- .hack//黄昏の腕輪伝説（動画）
- MADLAX（動画）
- バジリスク 〜甲賀忍法帖〜（第二原画）
- .hack//Roots（動画）
- 銀魂（動画）
- いぬかみっ!（第二原画）
- N・H・Kにようこそ!（動画）
- DEATH NOTE（制作協力）
- アイドルマスター XENOGLOSSIA（動画）
- ウエルベールの物語 〜Sisters of Wellber〜（原画）
- エル・カザド（動画）
- マクロスF（制作協力）
- 機動戦士ガンダム00（動画）
- 黒神 The Animation（動画）
- 天体戦士サンレッド（作画協力）

### 劇場アニメ
- テニスの王子様 跡部からの贈り物 〜君に捧げるテニプリ祭り〜（動画）
- カウボーイビバップ 天国の扉（動画）
- 機動戦士ガンダム 第08MS小隊 ミラーズ・リポート（動画）
- 超劇場版ケロロ軍曹（動画）
- 劇場版ポケットモンスター アドバンスジェネレーション ポケモンレンジャーと蒼海の王子 マナフィ（動画協力）

### OVA
- AIKa（動画）

### ゲーム
独自展開しているアダルトゲームに関してはTerios、CALIGULA、Gashを参照。
- 慟哭 そして…
- 火焔聖母 〜The Virgin on Megiddo〜
- 野々村病院の人々（セガサターン版制作協力）
- レイフィールド　※カードゲーム